# Pedro León
Pedro León Sánchez Gil (ur. 24 listopada 1986 w Muli) – hiszpański piłkarz, grający na pozycji pomocnika w SD Eibar.

## Kariera klubowa
Karierę piłkarską León rozpoczynał w małych amatorskich klubach Muleño CF i Nueva Vanguardia. Następnie trafił do Realu Murcia, a w 2004 roku został piłkarzem drużyny rezerw, grającej w Tercera División. Na początku 2005 roku awansował do kadry pierwszej drużyny i 15 stycznia 2005 zadebiutował w Segunda División w przegranym 1:5 wyjazdowym meczu z Lleidą. Od sezonu 2005/2006 był podstawowym zawodnikiem Murcii, a w sezonie 2006/2007 przyczynił się do powrotu klubu do Primera División po trzech latach przerwy.
Po awansie Murcii León zmienił klub i przeszedł do innego pierwszoligowca, Levante UD. Kosztował 5 milionów euro. W nowym zespole po raz pierwszy wystąpił 16 września 2007 w meczu z Racingiem Santander. Z kolei 27 stycznia 2008 strzelił pierwszego gola w Primera División w zwycięskim 3:2 wyjazdowym spotkaniu z Murcią. W sezonie 2007/2008 zdobył łącznie 3 gole, jednak Levante spadło do Segunda División.
W 2008 roku León odszedł za 300 tysięcy euro do Realu Valladolid. Stał się podstawowym zawodnikiem tej drużyny, a swój debiut w niej zaliczył 28 września 2008 w meczu z Málagą (1:2). W sezonie 2008/2009 strzelił dla Valladolidu 4 bramki. Rok później León został piłkarzem Getafe CF. Kosztował 4 miliony euro.
Po bardzo udanym sezonie 2009/2010 w barwach zespołu z prowincji Madrytu, zawodnikiem zaczęły interesować się wielkie kluby piłkarskie, m.in. Real Madryt, Manchester City, Tottenham Hotspur oraz A.C. Milan. 15 lipca oficjalna strona Realu Madryt poinformowała o zakontraktowaniu Hiszpana. 8 sierpnia 2010 zdobył swoją pierwszą bramkę w barwach Realu w towarzyskim meczu z Los Angeles Galaxy, wygranym przez Królewskich 3:2.
W letnim w 2011 roku okienku interesowało się nim Getafe CF. Po długich negocjacjach osiągnięto porozumienie i ostatecznie zawodnik na rok został wypożyczony do swojego poprzedniego klubu.
| Sezon   | Klub            | Kraj      | Rozgrywki        | Mecze | Bramki |
| ------- | --------------- | --------- | ---------------- | ----- | ------ |
| 2004/05 | Real Murcia B   | Hiszpania | Tercera División | 18    | 4      |
| 2004/05 | Real Murcia     | Hiszpania | Segunda División | 7     | 1      |
| 2005/06 | Real Murcia     | Hiszpania | Segunda División | 28    | 2      |
| 2006/07 | Real Murcia     | Hiszpania | Segunda División | 31    | 7      |
| 2007/08 | Levante UD      | Hiszpania | Primera División | 24    | 3      |
| 2008/09 | Real Valladolid | Hiszpania | Primera División | 33    | 4      |
| 2009/10 | Getafe CF       | Hiszpania | Primera División | 35    | 8      |
| 2010/11 | Real Madryt     | Hiszpania | Primera División | 6     | 0      |
| 2011/12 | Getafe CF       | Hiszpania | Primera División | 13    | 1      |
| 2012/13 | Getafe CF       | Hiszpania | Primera División | 19    | 3      |
| 2013/14 | Getafe CF       | Hiszpania | Primera División | 37    | 7      |
| 2014/15 | Getafe CF       | Hiszpania | Primera División | 25    | 2      |
| 2015/16 | Getafe CF       | Hiszpania | Primera División | 31    | 2      |
| 2016/17 | SD Eibar        | Hiszpania | Primera División | 37    | 10     |
| 2017/18 | SD Eibar        | Hiszpania | Primera División | 12    | 0      |
| 2018/19 | SD Eibar        | Hiszpania | Primera División | 9     | 1      |

Stan na 15 maja 2019 r.

## Kariera reprezentacyjna
W reprezentacji Hiszpanii U-21 León zadebiutował 31 stycznia 2007 roku. W 2009 roku został powołany do kadry na Mistrzostwa Europy U-21 w Szwecji. Na tym turnieju Hiszpania zajęła 3. miejsce w grupie, a León zdobył jednego gola, w meczu z Finlandią.

## Sukcesy

### Real Madryt
- Puchar Hiszpanii: 2011